# 小行星3698
小行星3698（英語：3698 Manning）是一颗围绕太阳公转的小行星。1984年10月29日，愛德華·鮑威爾在可可尼诺县发现了此天体。
这颗小行星的绝对星等为180.6818054786271等。